# Michał I (król Zety)
Michał I (serb. Михаило Војислављевић) – książę Zety w latach 1052–1077, w 1077 roku koronował się na króla Zety. Zmarł w 1081 roku. Syn księcia Zety Stefana Dobrosława.
Michał był drugim synem władcy Zety Stefana Dobrosława. Po śmierci ojca około 1050 roku państwo zostało podzielone pomiędzy braci pod zwierzchnią władzą najstarszego Gojisława. Śmierć brata około 1053 roku w wyniku buntu ludności dzielnicy senioralnej spowodowała przeniesienie godności seniora na Michała. Niepowodzenie w walce o odzyskanie zbuntowanej Trawunii skłoniło go do uznania się sojusznikiem cesarza bizantyńskiego i przyjęcia tytułu protospatara. Dzięki temu posunięciu Michał odzyskał Trawunię i zajął sąsiednie Zahumle. Po klęsce Bizancjum poniesionej pod Mantzikertem w 1071 roku Michał zajął w 1072 roku Raszkę, wsparł również powstanie w sąsiedniej Macedonii, wysyłając na pomoc powstańcom swego syna Konstantyna Bodina. Klęska powstania spowodowała utratę zdobytej Raszki i konieczność szukania nowych sojuszników przeciw Bizancjum. W ostatnich latach panowania Michał zbliżył się do Rzymu, dzięki czemu prawdopodobnie w 1077 roku otrzymał z rąk papieża Grzegorza VII koronę królewską.

## Początki

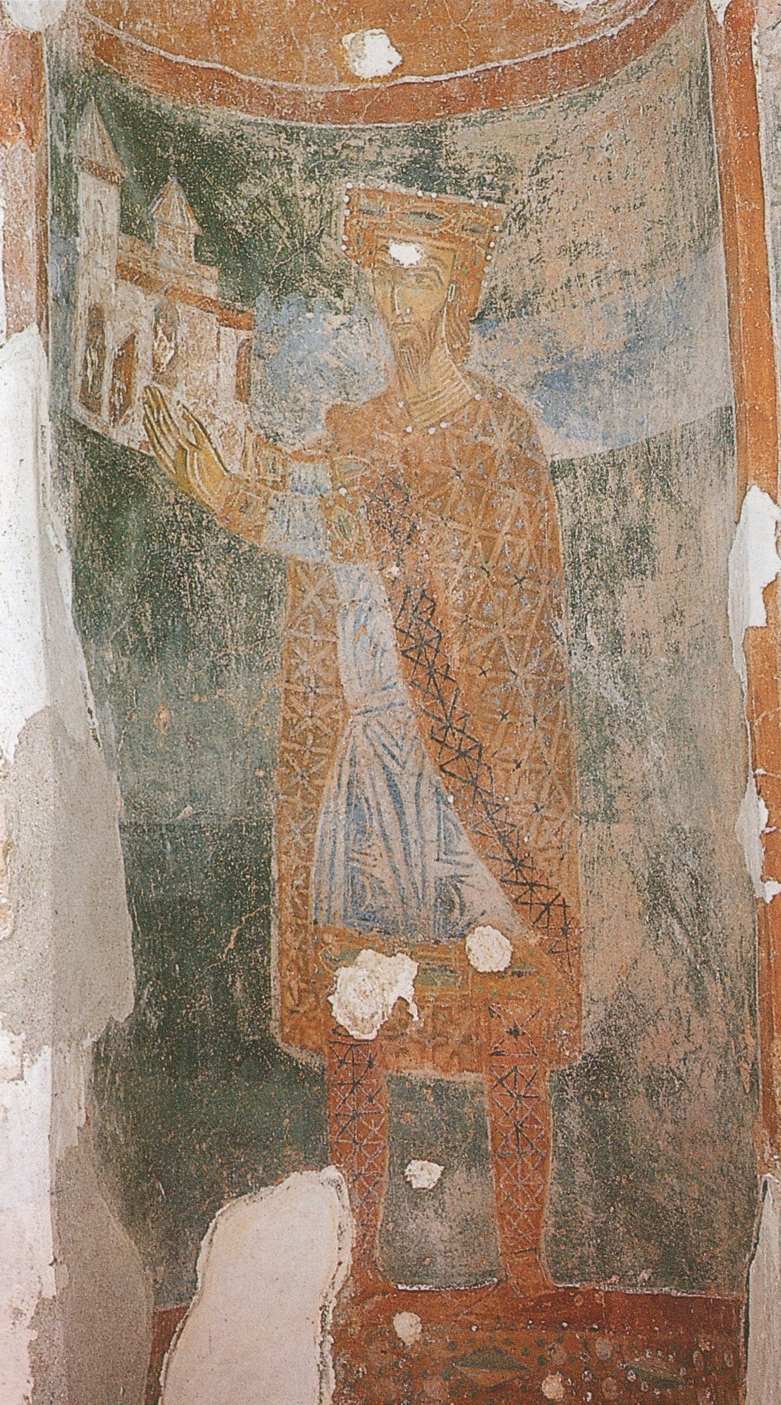
Fresk przedstawiający króla Michała I w kościele świętego Michała w Stonie, ok. 1080 roku.

Michał był drugim synem Stefana Dobrosława i jego drugiej żony, krewnej cara bułgarskiego Samuela. W młodości brał udział wraz z braćmi w zakończonych sukcesem walkach ojca o wyswobodzenie Zety spod zależności od Bizancjum. Walki te datowane są na lata 1042-1050. Po śmierci Stefana Dobrosława, około 1050 roku, najstarszy syn Gojisław wraz z najmłodszym Predimirem otrzymali Trawunię; Michał – Oblik, Prapratnę i Crmnicę; Saganek – żupanię Gorsko, Kupelnik i Balec, a Radosław – Lu(s)kę, Podlužje i Kučevo z Budvą. Władza zwierzchnia znalazła się w wyniku dokonanego podziału w ręku najstarszego Gojisława, który sprawował też opiekę nad najmłodszym, zapewne niepełnoletnim Predimirem. Dzielnica pryncypacka Gojisława pod względem obszaru i potencjału gospodarczego była równa dzielnicom trzech pozostałych braci. Znajdował się w niej też jeden z dwóch głównych ośrodków państwa, Kotor. Drugi, Prapatna, przypadł Michałowi. Do śmierci około 1052 roku Gojisław dzielił władzę zwierzchnią ze swą matką, wdową po Dobrosławie. Pop Duklanin nazywa ją "królową".
Wzrost znaczenia Michała przyniosły wypadki, jakie zaszły w Trawunii. Trawunianie wysłali do Gojisława delegację, która zamordowała księcia złożonego chorobą. Powstańcy schwytali również najprawdopodobniej i zabili Predimira. Władcą Trawunii został przywódca rebelii, Domanek. Nie wiadomo, czy wywodził się on z lokalnego możnowładztwa, czy był przedstawicielem starej dynastii trawuńskiej. Po śmierci Gojisława Michał wraz z braćmi Sagankiem i Radosławem wkroczył do Trawunii, rozbił siły rebeliantów i ukarał morderców braci. Domanek wraz z garstką stronników zbiegł. Nie jest jasne, dlaczego w tej sytuacji władzę nad Trawunią Michał powierzył Sagankowi, a nie objął jej sam. Saganek nie utrzymał się długo na nowym tronie i zbiegł do Zety, a do władzy w Trawunii powrócił Domanek. Wobec rosnącego zagrożenia bizantyńskiego od wschodu Michał wysłał przeciw Domankowi drugiego z braci – Radosława. O jakichś nieporozumieniach między obydwu braćmi zdaje się świadczyć fakt, że na tę okoliczność został zawarty układ, na mocy którego Radosław gwarantował sobie i swoim potomkom pełnię praw do swojej dotychczasowej dzielnicy oraz nie zdobytej jeszcze Trawunii i ewentualnych dalszych zdobyczy. Latopis informuje, że Michał nie dotrzymał warunków umowy w odniesieniu do terenów w rdzennej Dukli, milczy natomiast o losach Trawunii, co skłania historyków do przypuszczenia, że sukcesy Radosława na tym terenie były przejściowe i ostatecznie w wyniku rebelii Trawunia znalazła się pod panowaniem humskiego Ljutowida.

## Książę Zety
Nieustabilizowana sytuacja wewnętrzna Zety: rozbicie państwa, istnienie aktywnej opozycji możnowładczej, zainteresowanej słabością władzy książęcej oraz odśrodkowe tendencje miast zeckich, a także zakusy sąsiedniego Zahumla skłoniły Michała I do zrewidowania dotychczasowej polityki zewnętrznej państwa i podjęcia rozmów z Bizancjum. W rezultacie zabiegów dyplomatycznych został wpisany na listę sojuszników i przyjaciół Romejów, otrzymał też tytuł i pensję protospatara. Jest też możliwe, że jak podaje Pop Duklanin, po śmierci pierwszej żony, około 1053 roku poślubił krewniaczkę cesarza Konstantego IX Monomacha. To zacieśnienie stosunków z Bizancjum wiązało się niewątpliwie z obowiązkiem dostarczania posiłków wojskowych Cesarstwu, przynosiło jednak jednocześnie wzrost prestiżu wewnątrz państwa i blisko 20 lat całkowitego spokoju ze strony potężnego sąsiada, w tym również ze strony bizantyńskich namiestników Dracza. Najprawdopodobniej w tym czasie doszło też do przyłączenia do Zety Trawunii i Zahumla. Ponieważ nie wydaje się prawdopodobne, by Michał I podjął akcję zbrojną przeciw Zahumlu krótko po zawarciu układu z Bizancjum, ziemie te zostały mu najprawdopodobniej przyznane przez cesarza po bezpotomnej śmierci Ljutowida, być może wraz z tytułem protospatara.

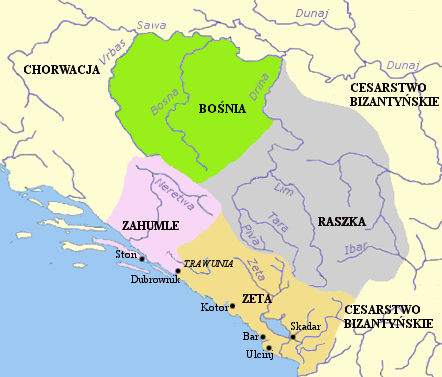
Zeta około 1050 roku

Autor glos do Kontynuatora Skylitzesa podaje, że Michał I rezydował w Kotorze i Prapratnie. Dbał o rozwój ośrodków władzy książęcej, wspierając stołeczne grody, będące jednocześnie zamkami i dworami (curia) książęcymi, oprócz wyżej wymienionych również w Prevalce nad zatoką kotorską, a być może także w Skadarze.
Schizma kościelna przypadająca na początek 1054 roku wzmocniła wpływy Rzymu na Bałkanach. Michał podjął starania o utworzenie arcybiskupstwa serbskiego wskazując na znaczną odległość Zety od arcybiskupstwa w Splicie oraz na tradycje arcybiskupstwa duklańskiego. Nie osiągnął jednak sukcesu.

## Wystąpienie przeciw Bizancjum
Wykorzystując osłabienie pozycji Bizancjum na Bałkanach w wyniku klęski pod Mantzikertem w 1071 roku osadził na stolicy wielkożupańskiej w Raszce swego syna Petrisława. Wspomógł również powstanie w macedońskim Skopje przeciw Bizancjum, mając nadzieję osadzić drugiego z synów na tronie carów Bułgarii w wyniku powstania buforowego państwa na pograniczu z Bizancjum. Powstańcy mieli bowiem zamiar wskrzesić carstwo Samuela. Na prośbę powstańców wysłał im na pomoc dwa oddziały wojska, jeden pod dowództwem syna Konstantyna Bodina, drugi pod wodzą swego generała Petriły, a sam zaatakował Dracz. Siła oddziałów wysłanych do Macedonii nie była zbyt wielka, liczyły one sobie łącznie 300 zbrojnych, najwyraźniej Michał był zmuszony zachować znacznie większe rezerwy na potrzeby wewnętrzne kraju, którego obszar po zajęciu Raszki wzrósł ponad dwukrotnie.
Bodin stanął w Prizrenie, gdzie, za zgodą przywódcy powstania – Jerzego Wojciecha – został koronowany na cara Bułgarii. Petriło pociągnął ze swą armią na południe, zajął Ochrydę i obległ Kastorię. Kastorii broniły oddziały bizantyńskie i lokalni możnowładcy pod dowództwem generała będącego z urodzenia Bułgarem. Armia Petriły poniosła pod Kastorią ciężkie straty i Petriło wycofał się do Zety. Bodin w tym czasie maszerował na wschód północną drogą i zajął Nisz. Z kolei armia bizantyńska zaatakowała Jerzego Wojciecha w Skopje. Skopje zostało zdobyte, a Wojciech schwytany. Na wieść o oblężeniu Skopje Bodin zawrócił na południe. Jego armia została jednak rozbita niedaleko Skopje, a on sam znalazł się jako więzień w Konstantynopolu, a następnie w Antiochii.
Na wieść o kłopotach syna Michał wysłał do Macedonii jeszcze jedną armię, dowodzoną przez zięcia, Longibardopulosa, dowódcę posiłkowego oddziału longobardzkiego w służbie bizantyńskiej, wziętego do niewoli kilka tygodni wcześniej w bitwie pod Prizrenem i niezwłocznie ożenionego z jedną z córek Michała I. Zięć nie okazał się jednak zbyt lojalny względem nowego teścia i przeszedł na stronę bizantyńską. Powstanie upadło. Prowadzenie samotnej walki z osłabionym przejściowo Bizancjum okazało się ponad siły małego państwa. Około 1075, a najpóźniej w 1076 roku zwycięski wódz bizantyński, Nicefor Bryennios, świeżo mianowany duksem Dracza, pokonał gdzieś w górach wojska zeckie przełamując polowe systemy obronne. Michał utracił Raszkę, udało mu się jednak nie dopuścić zwycięskiego wodza w głąb Zety. Przestał też niewątpliwie obowiązywać dotychczasowy układ uznający władcę Zety za przyjaciela i sojusznika Greków. Od całkowitej katastrofy uratował w tym czasie Michała I bunt Bryenniosa w 1077 roku przeciwko cesarzowi Michałowi VII Dukasowi, który uniemożliwił cesarstwu ostateczną rozprawę z Serbami. Niepokoje w Antiochii około 1078 roku pozwoliły z kolei na powrót Bodina z więzienia, wykupionego przez ojca lub wuja Radosława albo też uwolnionego przez kupców weneckich (istnieją różne wersje tego wydarzenia).

## Ustanowienie królestwa

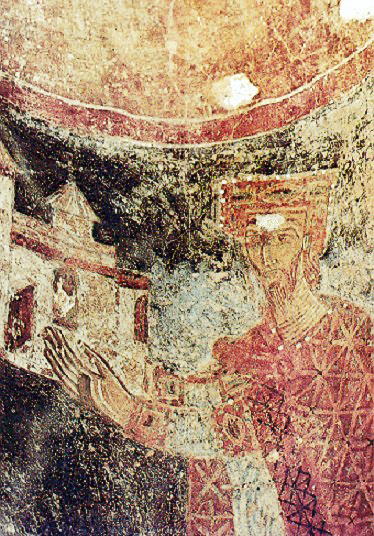
Król Michał. Fresk z kościoła św. Michała w Stonie. Fragment.

Wśród duchowieństwa Zety i w miastach górnej Dalmacji dominowała kultura łacińska. Nawet powstały w języku słowiańskim żywot świętego Jana Włodzimierza został w XI wieku przełożony na łacinę. Kościół Zety został w 1051 roku objęty reformą przyjętą na synodzie lateraneńskim, co umacniało jedność i odrębność młodego państwa.
Wobec istniejących powiązań nie dziwi, że Michał I, osamotniony politycznie w walce z Bizancjum, zwrócił się po doznanej klęsce w stronę Rzymu. Śladem bezpośrednich kontaktów pomiędzy Zetą a Stolicą Apostolską jest tylko jeden list papieża Grzegorza VII z 9 stycznia 1078 roku, stanowiący odpowiedź na wcześniejszą prośbę Michała o uregulowanie spraw organizacyjnych Kościoła poprzez podniesienie biskupstwa dubrownickiego do rangi metropolii i przyznanie mu chorągwi. Odpowiedź papieża na drugą z próśb zapoczątkowała szeroką dyskusję wśród uczonych. Część z nich (F. Racki, P. Bałan, K. Jireček, w Polsce T. Wasilewski) uznała, że użycie przez papieża tytułu królewskiego w odniesieniu do Michała i zapowiedź wysłania mu paliusza (rozumianego tu jako płaszcz królewski) świadczą o tym, że jeszcze w 1077 roku papież przysłał mu insygnia koronacyjne i w tym samym roku Michał został koronowany na króla Zety. Badacze ci uznają tym samym, że w tn sposób doszło do utworzenia pierwszego królestwa na ziemiach serbskich. S. Ćirović i A. P. Farčić stanęli na stanowisku, że sam list dotyczy kwestii kościelnych i nie ma związku z koronacją Michała, do której musiało dojść wcześniej w nieznanych okolicznościach. D. Mandić zasugerował, że Michał mógł otrzymać tytuł królewski z Bizancjum, stanowisko to spotkało się jednak z krytyką, która wskazywała na brak śladów tytułu królewskiego w źródłach bizantyńskich. Oprócz Grzegorza VII,tytułu „rex” w stosunku do Michała używają Lupus Protospatharius i Pop Duklanin, który jednak tytułuje w ten sposób wszystkich władców poczynając od legendarnego Światopełka. Dało to asumpt części uczonych (B. Hóman, D. Maritch, w Polsce J. Leśny) do kwestionowania faktu koronacji Michała. Uważają oni tytuł królewski władcy Zety za zwyczajowo używany na tych terenach przez władców słowiańskich do drugiej połowy XI wieku.

## Ostatnie lata panowania
Niezależnie od wyniku dyskusji na temat koronacji Michała niewątpliwą jest zmiana polityki zagranicznej w ostatnich latach jego panowania i zbliżenie ze Stolicą Apostolską. Historycy badający charakter prośby Michała o chorągiew świętego Piotra uznają, że Michał musiał uznać się lennikiem papieża i na dowód uznania jego stanowiska prosił o przysłanie mu chorągwi. Oddanie królestwa w lenno papieżowi dawało mu nie tylko potwierdzenie jego władzy, ale i gwarancje terytorialne dla jego państwa, ważne szczególnie wobec zakusów bizantyńskich. Kolejnym ważnym krokiem w szukaniu sojuszników było zbliżenie z Normanami. Pomimo korzystnej sytuacji politycznej: zamętu w Bizancjum po przewrocie Nicefora Botaniatesa, pojawienia się Pieczyngów na granicy Cesarstwa postępowanie Michała cechowała duża ostrożność. Nie zawarł sojuszu z Robertem Guiscardem, nie chcąc uchodzić w oczach cesarstwa za jego bezpośredniego wroga. Natomiast w kwietniu 1081 roku zostało sfinalizowane małżeństwo Bodina z Jakwintą, córką Argyrosa z Bari, głównego stronnika Guiscarda w niedawno zdobytym na Bizancjum Bari. Z inicjatywą zawarcia małżeństwa wyszedł wedle Lupusa Protospathariusa Argyros, który osobiście udał się w tej sprawie do Michała. Pomimo jednoznacznej wymowy zawartego sojuszu Michał nie dał się wciągnąć w przygotowywaną właśnie wyprawę Guiscarda przeciw Bizancjum. Dzięki bliskim kontaktom serbskiego Przymorza z południową Italią, gdzie istniały całe kolonie słowiańskie i kontyngenty słowiańskich wojowników poszukujących obcej służby, na dworze zeckim właściwie oceniano możliwości militarne obydwu stron konfliktu, decydując się na politykę neutralności.
Być może około 1078 roku, po powrocie Bodina z Bizancjum, Michał dopuścił syna do współrządów w państwie. Michał zmarł niedługo po ślubie syna, najprawdopodobniej jeszcze w 1081 roku. Został pochowany w klasztorze benedyktyńskim pod wezwaniem św. Sergiusza i Bachusa nad rzeką Bojaną, w pobliżu Skadaru.

## Rodzina
Michał miał dwie żony. Z pierwszą nieznaną z imienia miał siedmiu synów:
- Włodzimierza
- Prijasława
- Sergiusza
- Derię
- Gabriela
- Mirosława
- i Bodina

oraz nieznaną z imienia córkę. Wedle informacji Popa Duklanina wszyscy synowie z wyjątkiem Bodina zginęli w wojnach jeszcze za życia Michała. Córka została wydana za generała bizantyńskiego więzionego w Zecie.
Po śmierci pierwszej żony poślubił w 1053 roku krewną cesarza Konstantyna IX Monomacha. Druga żona urodziła mu 4 synów:
- Dobrosława
- Petrisława
- Nicefora
- i Teodora[24]

## W kulturze

### Gry wideo
W serii gier wideo Crusader Kings jednym z grywalnych władców jest Mihajlo Vojislavić Vojislavljevic, przedstawiony jako książę Dukljan.

### Czarnogórska świadomość narodowa
Król Michał bywa określany jako jeden z pierwszych czarnogórskich władców, za panowania którego nastąpił szczyt potęgi owego narodu. Taki pogląd wyraził Mikołaj I Petrowić-Niegosz w 1910 roku.